# Miguel Alegre Gil
Miguel Alegre Gil (Sogorb, 1820 - 1875) fou un advocat i polític valencià, diputat a Corts durant el regnat d'Isabel II i durant el regnat d'Amadeu I d'Espanya.

## Biografia
Membre del Partit Progressista, durant la revolució de 1848 dirigí una partida de guerrillers republicans, raó per la qual hagué de fugir a França. Després del triomf de la revolució de 1854 va tornar i fou nomenat comandant de la Milícia Nacional a Sogorb, alhora que assolí ser elegit diputat del Partit Progressista per Sogorb a les eleccions de 1854, 1858 i 1865 pels districtes de Llucena i Castelló de la Plana.
Donà suport la revolució de 1868 i fpu escollit novament diputat per Sogorb a les eleccions generals espanyoles d'abril de 1872, després de les quals fou nomenat governador civil de la província de Conca. En esclatar la Tercera Guerra Carlina fou el president de la Junta d'Armament i Defensa de Sogorb.